# 特拉佩托
特拉佩托（義大利語：Trappeto），是意大利西西里大区巴勒莫广域市的一个市镇。总面积4平方公里，人口3174人，人口密度793.5人/平方公里（2009年）。ISTAT代码为082074。